# Gnosippus klunzingeri
Espèce
Gnosippus klunzingeri est une espèce de solifuges de la famille des Daesiidae.

## Distribution
Cette espèce se rencontre en Égypte, en Israël et en Guinée-Bissau.

## Description
Le mâle décrit par Roewer en 1933 mesure 15 mm et les femelles de 15 à 18 mm.

## Liste des sous-espèces
Selon Solifuges of the World (version 1.0) :
- Gnosippus klunzingeri klunzingeri Karsch, 1880 d'Égypte et Israël
- Gnosippus klunzingeri occidentalis Frade, 1948 de Guinée-Bissau

## Publications originales
- Karsch, 1880 : Zur Kenntnis der Galeodiden. Archiv für Naturgeschichte, vol. 46, no 1, p. 228-243 (texte intégral).
- Frade, 1948 : Escorpiões, Solífugos e Pedipalpos da Guiné Portuguesa. Anais de Junta das Missões Geográficas e de Investigações Colonias, Lisboa, vol. 3, no 4, p. 5–18.